# Château de Kisimul
Vous lisez un « bon article » labellisé en 2011.
Le château de Kisimul, en anglais Kisimul Castle, en gaélique écossais Caisteal Chiosmuil, est un petit château fort du Royaume-Uni situé en Écosse, dans les Hébrides extérieures. L'édifice de type maison-tour est construit sur un îlot rocheux au ras de l'eau face à Castlebay, la principale localité de l'île de Barra. Fief ancestral du chef du clan MacNeil, il est l'un des plus vieux châteaux d'Écosse et a la particularité de n'être jamais tombé aux mains des ennemis. Il fait l'objet de nombreuses modifications architecturales entre les XVe et XVIIe siècles avant d'être abandonné puis vendu en 1838. Durant un siècle, il se dégrade en raison des conditions atmosphériques et de l'action humaine, les pierres du château faisant l'objet d'un commerce. Racheté par ses anciens propriétaires en 1937, il est restauré jusqu'en 1970 et constitue depuis un site touristique classé en catégorie A.

## Toponymie
Le château de Kisimul est appelé Kisimul Castle en anglais et Caisteal Chiosmuil en gaélique écossais,. Il est aussi appelé Kiessimul Castle, Kiessamul Castle, Castle Bay, Castlebay, Chisimul Castle ou encore Kismull Castle. Il a ainsi donné le nom de Castlebay à la baie dans laquelle il se situe ainsi qu'à la principale localité de l'île de Barra à laquelle il fait face. Il est aussi appelé le « château dans la mer », en anglais Castle in the Sea.
Le nom gaélique de Chiosmuil provient des termes cios, qui désigne les impôts, et mul, qui désigne un tertre, signifiant ainsi « le lieu où les impôts ont été payés » mais aussi « le château du rocher de la petite baie » ou « le rocher dans la baie ».

## Géographie

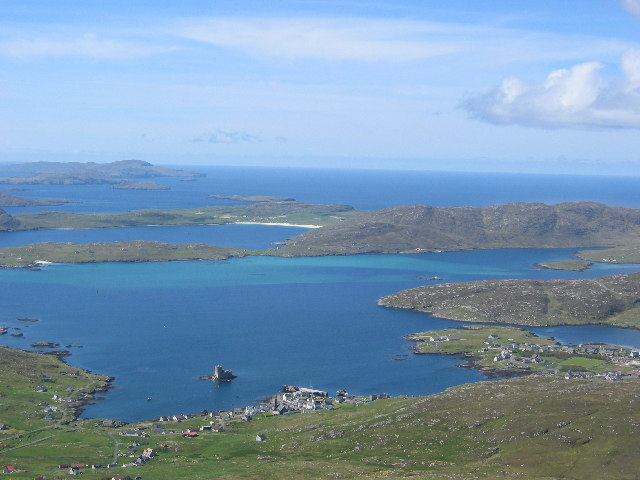
Vue depuis Heaval, point culminant de Barra : aux pieds de la colline se trouve Castlebay, principale localité de l'île, en face de laquelle s'élève le château de Kisimul. Plus loin se trouvent les îles de Vatersay et de Sandray.

Le château de Kisimul se trouve dans le nord-ouest du Royaume-Uni et de l'Écosse, dans le sud des Hébrides extérieures. Il s'élève au-dessus d'un petit îlot rocheux situé au milieu de la baie de Castlebay, au sud de l'île de Barra, distante d'environ 180 mètres au plus proche en direction de l'est. Les roches constituant le soubassement de l'île font partie du complexe Lewisien composé de croûte continentale métamorphisée datant du Précambrien. Dans la cour intérieure du château et sous les bâtiments, un sol épais parfois de 1,2 mètre contient des vestiges archéologiques dont les plus anciens remontent à la Préhistoire. Son climat, commun au reste de l'Écosse, est de type océanique. Il est caractérisé par une pluviométrie élevée de 1 500 millimètres répartis tout au long de l'année et des températures fraîches oscillant de 4 à 10,5 °C en moyenne mais qui ne connaissent pas une grande variabilité saisonnière.
Les constructions occupent quasiment toute la surface de l'île, les murailles épousant plus ou moins la forme du rocher, si bien qu'à marée haute, la mer vient buter contre les murs. L'île est accessible par bateau en cinq minutes et dispose d'un slipway permettant l'accostage et le hissage des petites embarcations. Bien que privée et habitable, l'île n'est pas occupée en permanence et n'est pas considérée comme habitée,.

## Architecture

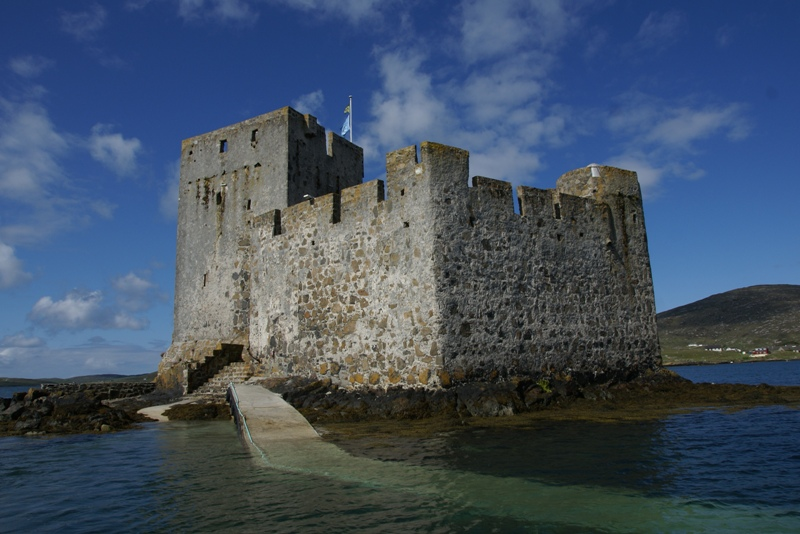
Vue du château de Kisimul depuis l'est : le slipway permet d'accéder à l'entrée (non visible) du château via le donjon (à gauche) où un petit mâchicoulis est visible à son sommet côté cour intérieure. À l'opposé s'élève la tour de guet faisant face à Castlebay (non visible sur la droite). Un des deux angles surélevés des murailles est visible au centre de la photo.

Le château de Kisimul est un château fort de type maison-tour,,. Ses murailles forment une enceinte à cinq côtés irréguliers de vingt, à trente mètres de diamètre. Les murs extérieurs ont une épaisseur moyenne d'environ 1,2 mètre mais atteignent 2,1 mètres à l'est, du côté où Barra est la plus proche du château,. D'une hauteur de quinze mètres, ils sont crénelés et comportent un chemin de ronde d'un peu moins de cinquante centimètres de largeur,. L'intégration d'une petite tour de guet dans l'angle nord des murailles fait que seul cet angle extérieur du château est arrondi,,. Cette tour accueille une prison et des latrines au rez-de-chaussée et la salle des gardes au premier étage,,. La face nord-ouest comporte sur le côté extérieur deux petites avancées arrondies qui auraient servi à améliorer la défense du château,,. Les angles est et ouest ont quant à eux la particularité d'avoir leurs créneaux rehaussés,. Les traces de trous de gouttière à une hauteur intermédiaire indiquent que ces murs ont été surélevés après leur construction,.
Le donjon mesure un peu moins de neuf mètres de longueur et un peu plus de huit mètres de largeur à sa base qui est légèrement évasée. Ses murs mesurent environ 1,8 mètre d'épaisseur,. Il s'intègre dans l'angle sud-est du château,. L'entrée, qui se situe au premier étage, était accessible à l'origine par un pont amovible ou une échelle, remplacés aujourd'hui par un escalier,. Le niveau au rez-de-chaussée, éclairé par deux lucarnes, devait accueillir les réserves, le premier étage, éclairée par deux petites fenêtres situées au fond d'alcôves, une salle commune et au dernier étage l'appartement du chef du clan MacNeil disposant de trois fenêtres,. La circulation entre ces différents niveaux se faisait via un escalier d'un mètre de largeur logé dans l'épaisseur du mur,. Les deux niveaux supérieurs pouvaient constituer des logements séparés et possédaient même des latrines. Au sommet du mur nord du donjon, face à Castlebay, se trouve un mâchicoulis,. L'accès actuel au château se fait contre le donjon. L'entrée surmontée par des mâchicoulis se trouve juste à gauche de celle d'origine qui est désormais murée,,.

La cour intérieure
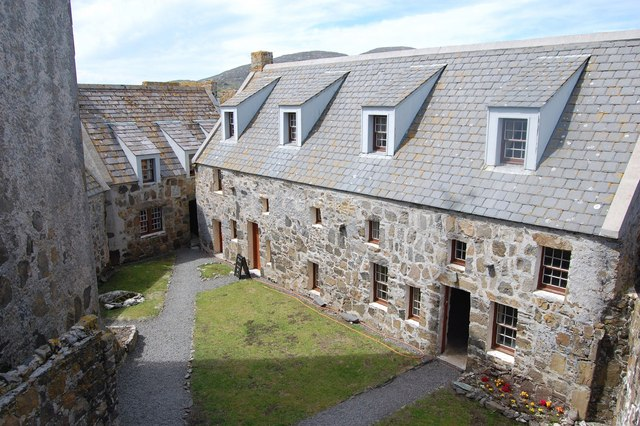
Vu de l'est (de gauche à droite) : un angle du donjon, un angle des cuisines avec devant un des deux anciens puits, Tanist House ainsi que Marion of the Head's Addition et Great Hall accolés.
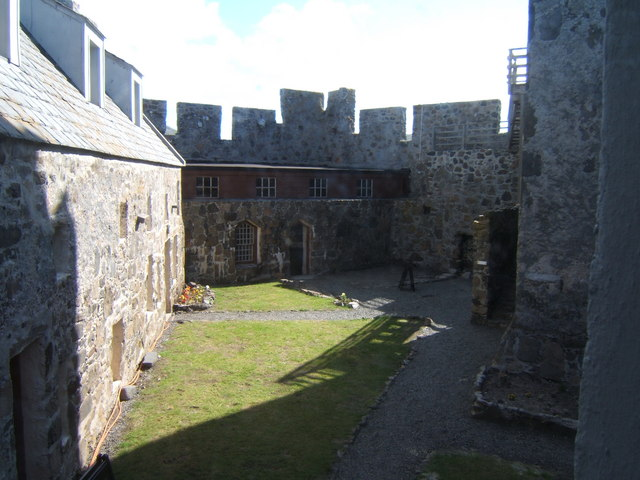
Vu de l'ouest (de gauche à droite) : Marion of the Head's Addition et Great Hall accolés, la chapelle, Gockman's House et un angle du donjon.
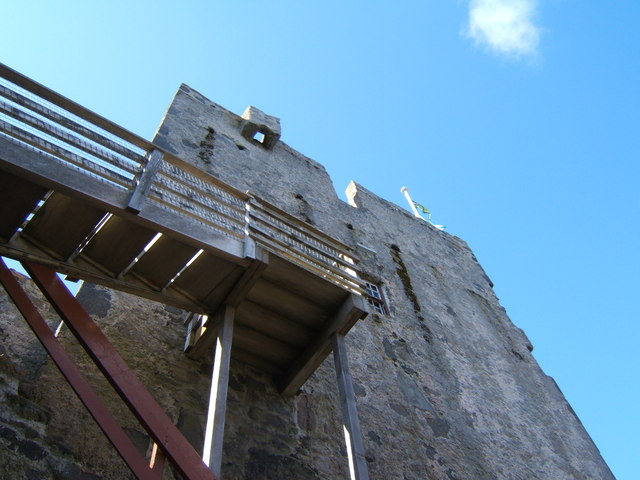
Le donjon en contre-plongée avec son escalier extérieur et son mâchicoulis.

La construction du donjon est postérieure à celle de la muraille et les dépendances situées dans la cour intérieure ont été rajoutées peu de temps après le donjon. Ces bâtiments accueillent les cuisines accolées au donjon ainsi que des dépendances appelées Tanist House ou Heir's House, Marion of the Head's Addition, Great Hall, Gockman's House et une chapelle,. Les deux anciens puits artésiens du château, alimentés par une nappe phréatique, se trouvent dans la cour, l'un devant les cuisines et l'autre à l'angle formé par Tanist House et Marion of the Head's Addition. Les seules constructions situées à l'extérieur des murailles sont les ruines de l'habitat de l'équipage de la galère amarrée dans la crique adjacente, un mur constituant un petit brise-lames afin de protéger ce navire et une petite jetée permettant l'accostage.

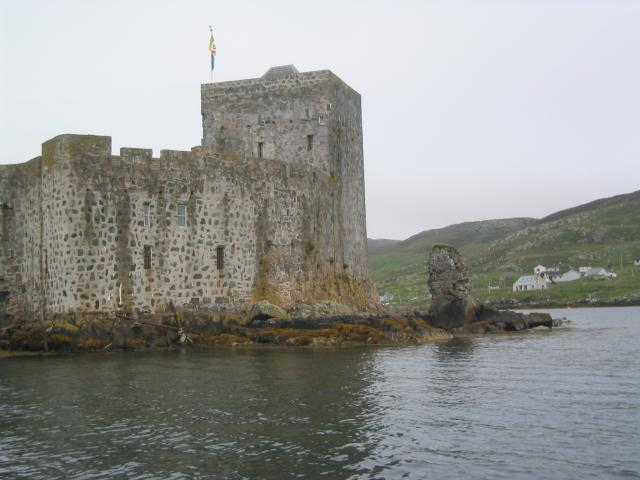
Vue depuis l'ouest du château de Kisimul avec les ruines de l'habitat de l'équipage aux pieds des murailles.

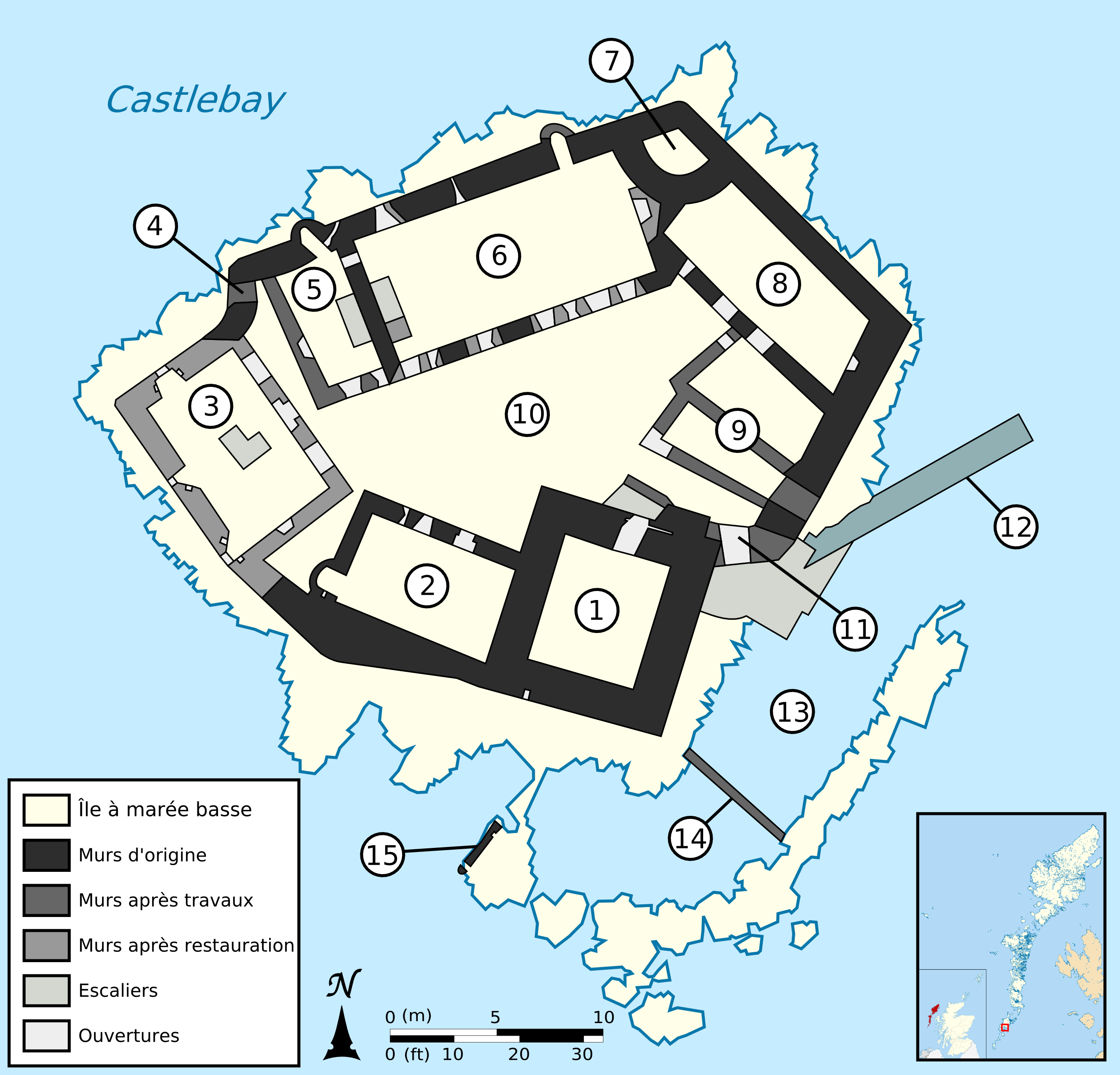
Plan du château de Kisimul établi en 1967 :

| 1. | Donjon                        | 6.  | Great Hall      | 11. | Entrée du château                 |
| 2. | Cuisines                      | 7.  | Tour de guet    | 12. | Jetée                             |
| 3. | Tanist House                  | 8.  | Chapelle        | 13. | Crique                            |
| 4. | Ancienne poterne              | 9.  | Gockman's House | 14. | Mur brise-lames                   |
| 5. | Marion of the Head's Addition | 10. | Cour            | 15. | Ruines de l'habitat de l'équipage |

## Histoire

### Premières occupations
Des fouilles archéologiques entreprises en 2001 par Historic Scotland ont été menées dans la cour intérieure du château ainsi que dans l'ancienne prison au rez-de-chaussée de la tour de guet. Ces dernières ont permis de mettre en évidence une occupation sporadique de l'île au cours de la Préhistoire durant le Néolithique ou l'âge du bronze. Des restes de poteries, de céréales et des silex constituent les éléments retrouvés par les archéologues dans les douze tranchées creusées dans la cour. Néanmoins, ces indices ne permettent pas de déterminer la nature et la durée de l'occupation de l'île.

### Construction

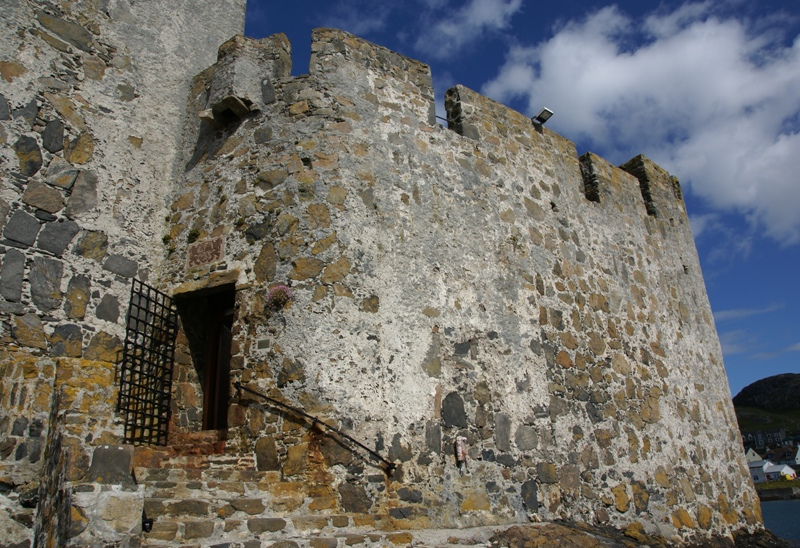
Vue de l'entrée du château surmontée de mâchicoulis avec le donjon sur la gauche.

Le clan MacNeil s'établit à Barra au cours du XIe siècle selon la tradition du clan,. Naill de Barra, son 21e chef, entreprendrait alors la construction du château vers 1039 ce qui en fait l'un des plus anciens châteaux d'Écosse. Une autre tradition situe sa construction à partir de 1427, date à laquelle Gilleonan Macneil devient le premier Lord du clan,. Cette seconde date explique que la majorité des constructions date du XVe siècle,,. Le château aurait également été précédé par une chapelle dédiée à saint Cieran. Les fouilles archéologiques menées en 2001 par Historic Scotland ont cependant mis au jour un objet décoratif en or datant du début du XIe siècle, signe d'une occupation ancienne de l'île. Le château est construit dans un but défensif en tant que maillon d'une chaîne de fortifications médiévales visant à contrer les incursions scandinaves dans cette partie de l'Écosse.
Le site, un îlot rocheux au milieu d'une baie, est choisi pour des raisons stratégiques : intégralement entouré d'eau, il est beaucoup plus facile à défendre puisque l'on ne peut y accéder qu'avec une embarcation. De plus, le château dispose de ses propres réserves d'eau douce tirée de deux puits artésiens, dont l'eau provient d'une nappe phréatique. Cette eau est indispensable pour la vie quotidienne et pour soutenir un siège lorsque la seule eau disponible en abondance à proximité immédiate est salée. Une galère est aussi amarrée en permanence dans une crique protégée par un mur et prête à aller à la rencontre d'éventuels assaillants,. L'équipage de ce navire avait à sa disposition un abri dont un fragment de mur subsiste à l'extérieur des murs au pied du donjon. Cette situation permet d'expliquer que le château est resté imprenable depuis sa construction malgré les nombreuses tentatives pour s'en emparer,. Au cours de l'un de ces affrontements, les Vikings sont bernés par les hommes du clan MacNeil. Ces derniers accrochent aux murailles des peaux de vache, normalement utilisées pour réaliser des chaussures, mais souillées du sang d'un chien. Découragés en pensant que les assiégés regorgent de nourriture en voyant ces prétendues pièces de viande exposées à leur vue, ils abandonnent leurs prétentions sur le château. Les Scandinaves ne sont pas les seuls adversaires contre lesquels les MacNeil ont eu à se défendre. Des pirates tatars sévissent aussi dans la région au XVIe siècle, réussissant même à capturer une vingtaine d'hommes, mais se heurtant aux murs du château. Des fonctionnaires n'ont pas plus de succès pour y accéder au XVIIe siècle.
Le château fait l'objet de travaux architecturaux du début au milieu du XVe siècle. Il est alors composé du donjon réservé à un usage privé, d'une chapelle et d'une dépendance à vocation cérémonielle, le tout intégré à une muraille épousant les contours de l'îlot. Le château prend un aspect proche de l'actuel par la construction des autres dépendances, la surélévation des murailles, notamment à l'est, l'adjonction de hourds et le déplacement de la porte à son emplacement actuel. D'autres travaux entrepris entre la fin du XVe siècle et le XVIIe siècle voient notamment la poterne face à Castlebay être murée par extension du Great Hall qui gagne aussi un étage,. Outre les constructions en elles-mêmes, des témoignages de cette époque sont retrouvés lors des fouilles archéologiques de 2001. Des débris de construction, des os et des coquillages sont ainsi exhumés dans la cour du château, dans les fondations du donjon ainsi que dans la prison. Un plancher en bois flotté est également mis au jour dans les fondations du donjon. Les fouilles révèlent que la dépendance appelée Gockman's House servait entre autres de forge.

### Abandon

Plan du château de Kisimul en 1887 : une brèche éventre le mur ouest et la majorité des dépendances est détruite.

Vers le milieu du XVIIIe siècle, l'intérêt stratégique du château décroît à la suite de l'union des royaumes d'Écosse et d'Angleterre quelques années auparavant. Recherchant en outre un meilleur confort que celui d'un château fort du Moyen Âge, le chef du clan MacNeil cesse de faire du château de Kisimul sa résidence principale,. Le château est alors plus ou moins abandonné au point qu'un incendie s'y déclare en 1795.
En 1838, le château et Barra sont vendus à un baronnet anglais pour renflouer les dettes du chef du clan MacNeil et le château reste abandonné,,. Non entretenu, il se dégrade sous l'effet des conditions météorologiques mais aussi de l'action humaine : des incendies et du vandalisme sont constatés et les pierres font l'objet d'un commerce,,. Les bateaux faisant escale à Barra afin de livrer du sel pour la salaison du poisson repartent avec des pierres du château qui servent de ballast avant d'être revendues à Glasgow où elles sont transformées en pavés. Certains navires de pêche utilisent aussi ces pierres comme ballast mais les blocs sont jetés à la mer pour être remplacés par les prises de pêche.
Durant un siècle, l'état du château se dégrade de la sorte. Dans un ouvrage publié en 1887, David MacGibbon et Thomas Ross établissent un inventaire des styles architecturaux d'Écosse en visitant notamment les châteaux dont celui de Kisimul. Les seules constructions alors visibles, le donjon, le mur d'enceinte à l'exception d'une section totalement détruite à l'ouest, le Great Hall et Marion of the Head's Addition, se trouvent à l'état de ruines,. Ces deux dépendances encore debout permettent de distinguer leurs deux étages, leur division en plusieurs appartements au rez-de-chaussée, leurs cheminées, leurs fenêtres carrées et leurs portes individuelles donnant sur la cour. Les deux anciens puits sont également visibles bien que l'un des deux soit entièrement comblé. Concernant le donjon, relativement bien préservé par rapport au reste du château, l'escalier grimpant aux étages reste praticable tandis que celui descendant au rez-de-chaussée est obstrué par des débris. L'intérieur des pièces permet néanmoins de deviner leurs fonctions.

### Restauration et préservation

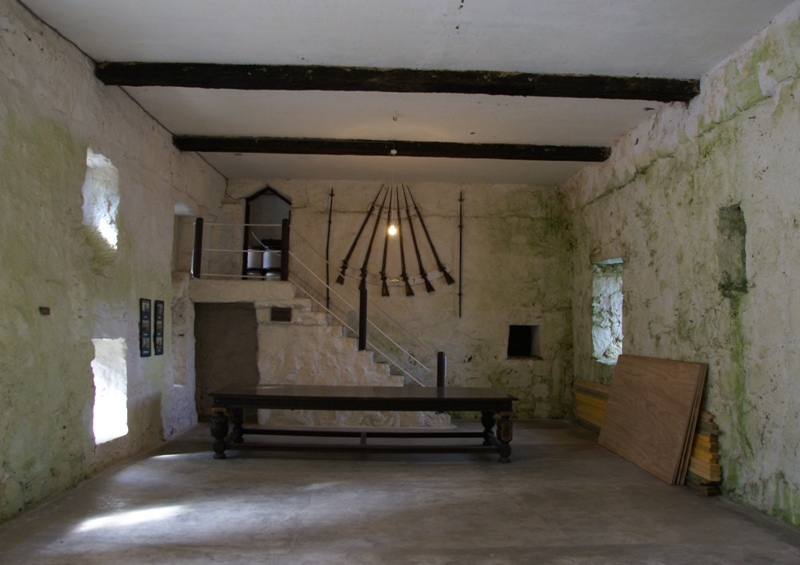
Le Great Hall avec au fond Marion of the Head's Addition.

Robert Lister, 45e chef du clan MacNeil et architecte de profession, parvient à racheter en 1937 le château de Kisimul ainsi que la majeure partie de l'île de Barra,,. Son but est alors de le restaurer dans son aspect du XVIIIe siècle. Pour réaliser son projet, il réutilise les pierres en gneiss des anciennes jetées qui permettaient aux bateaux de pêche d'accoster à Castlebay. Le château retrouve ainsi ses murailles, son donjon et ses dépendances entre 1938 et 1970,,, faisant de lui l'un des châteaux les mieux préservés des Hébrides extérieures. À l'occasion de cette reconstruction, une chapelle ardente est aménagée contre la tour de guet dans les années 1950 et l'île est reliée au téléphone et à l'eau courante grâce à une canalisation. Seules des ruines datant de la fin du XVIe siècle et situées à l'extérieur du château à proximité de la porte, constituant les restes de l'habitat de l'équipage d'une galère, sont laissées en l'état,,. Robert Lister achève la reconstruction du château en 1970 mais meurt la même année.

Le généalogiste et spécialiste de l'histoire de l'Écosse Sir Iain Moncreiffe déclare au sujet de la restauration du château et de son propriétaire : 

« On déplore souvent le fait que certains chefs aient vendu les terres de leur propre clan et ont émigré. Voici un exemple exceptionnel de l'inverse : un chef qui a voué sa vie et sa fortune à son retour depuis le Nouveau Monde afin de reconstruire le château en ruine de ses ancêtres. »

— Sir Iain Moncreiffe,
Le château est classé par Historic Scotland dans la catégorie A le 5 octobre 1971 une fois sa reconstruction achevée. Le 30 mars 2000, le chef du clan MacNeil décide de louer le château au Historic Scotland pour une durée de 1 000 ans en échange d'un loyer annuel symbolique d'une bouteille de whisky et une livre sterling,,. Cette gestion par une agence exécutive du gouvernement écossais permet ainsi d'ouvrir le château à la visite de manière plus pérenne, contribuant ainsi à sa sauvegarde,.

Intérieurs
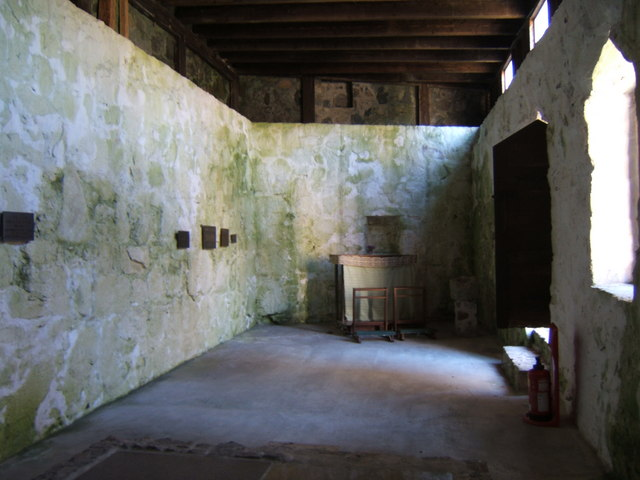
La chapelle où se trouve la tombe des chefs du clan MacNeil (premier plan).
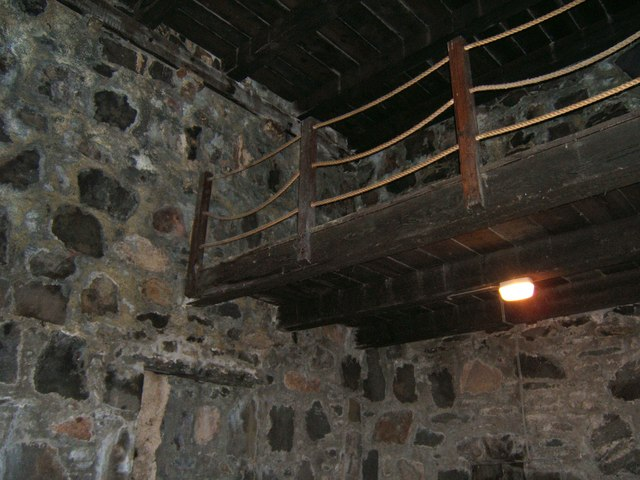
Le deuxième étage du donjon avec le plancher dans sa configuration moderne.
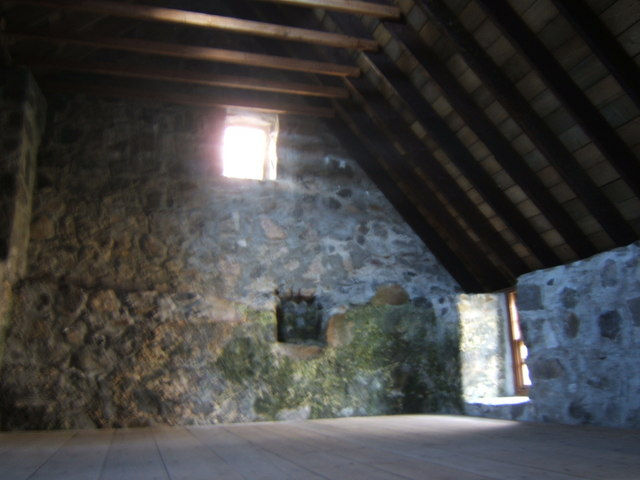
Le dernier étage du donjon avec le plancher et la charpente dans leurs configurations modernes.

## Tourisme

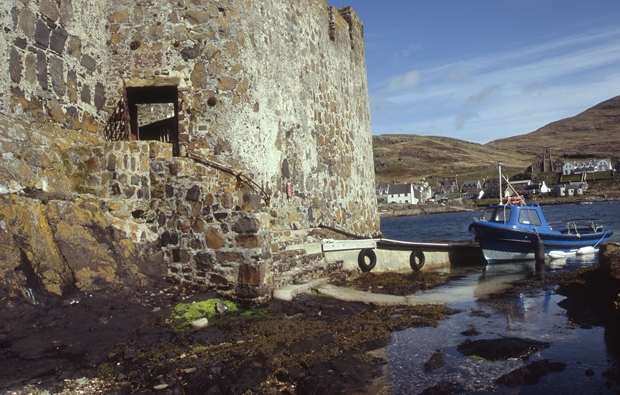
Une des embarcations accostée à la jetée et assurant la liaison entre le château et Castlebay (dernier plan).

La plupart des pièces du château se visitent en période estivale, ; seules celles situées au-dessus du Great Hall restent fermées car elles sont toujours utilisées par la famille du chef du clan MacNeil. L'île est accessible après un trajet par bateau de cinq minutes environ depuis Castlebay,. Les ferries assurant la liaison entre Castlebay et Lochboisdale ou Oban et passant à proximité, ils offrent ainsi à leurs passagers une vue sur le château.